# Nitrogliceryna
Nitrogliceryna, C
3H
5(ONO
2)
3 – organiczny związek chemiczny z grupy azotanów, ester kwasu azotowego i glicerolu, stosowany jako bardzo wrażliwy na uderzenia i inne bodźce materiał wybuchowy oraz lek z grupy nitratów, rozszerzający naczynia krwionośne (głównie żylne) podawany w ostrych napadach choroby niedokrwiennej serca w celu przerwania bólu wieńcowego. Wbrew nazwie potocznej nitrogliceryna jest estrem, a nie związkiem nitrowym (nie zawiera ugrupowań C−NO
2).
Ze względu na dodatni bilans tlenowy, nitrogliceryna zaliczana jest do tzw. I grupy materiałów wybuchowych, a przybliżone równanie reakcji jej rozkładu można przedstawić jako:
4C
3H
5(ONO
2)
3 → 6N
2↑ + 10H
2O↑ + 12CO
2↑ + O
2↑

## Właściwości
- Detonuje z prędkością 8–8,5 tys. m/s (pomiar w rurze stalowej o średnicy 25 mm);
- Może detonować z małą prędkością 1,5–2 tys. m/s;
- Duża wrażliwość na bodźce mechaniczne: detonacja przy uderzeniu ciężarka 2 kg z wysokości 4 cm; niektórzy badacze donoszą o detonacji przy uderzeniu ciężarka 1 kg z wysokości 2 cm;
- Nie ulega reakcji łańcuchowej podczas normalnej detonacji, przez co ma ograniczone zastosowanie.

Po raz pierwszy została otrzymana przez włoskiego chemika Ascanio Sobrero w 1847 r. w procesie powolnego wkraplania gliceryny do mieszaniny stężonych kwasów: siarkowego oraz azotowego. Popularność zdobyła dzięki wynalazkom dynamitu i żelatyny wybuchowej dokonanym przez Alfreda Nobla w latach sześćdziesiątych XIX wieku. Otrzymywana jest przez estryfikację gliceryny mieszaniną nitrującą:
Składnik materiałów wybuchowych np. dynamitu i prochów bezdymnych, a także żelatyny wybuchowej. Ponieważ ma właściwości rozpuszczalnika organicznego, dodatni bilans tlenowy (wybuchając wytwarza pewne ilości tlenu) oraz przy tych właściwościach jest materiałem wybuchowym, stosuje się ją jako rozpuszczalnik lub dodatek do innych materiałów wybuchowych.
Nitrogliceryna i pochodne środki są stosowane jako leki (→ nitraty) w chorobach układu krążenia, w niedokrwiennej chorobie serca, gdyż powoduje gwałtowny rozkurcz mięśni gładkich, z których zbudowane są naczynia krwionośne, co powoduje obniżenie wysiłku serca, a także obniża powrót krwi żylnej do serca. Stosowana jest w formie 1% roztworu w etanolu – w większych stężeniach może być toksyczna.
| Parametry detonacji          | Parametry detonacji |
| ---------------------------- | ------------------- |
| Energia wybuchu              | 5,8 MJ/kg           |
| Zdolność krusząca            | 520 cm³ Pb na 10 g  |
| Maksimum ciśnienia detonacji | 20 GPa              |
| Prędkość detonacji           | 7,7 km/s            |
| Gęstość odpowiadająca Vdet   | 1,60 g/cm³          |
| Temperatura detonacji        | 230 °C              |
| Wrażliwość na uderzenie      | duża                |
| Objętość produktów gazowych  | 716 dm³/kg          |
| Temperatura podczas wybuchu  | 3100 °C             |